# Ernest Terpiłowski
Ernest Terpiłowski, né le 14 septembre 2001 à Brzeg Dolny en Pologne, est un footballeur polonais qui joue au poste de milieu offensif au Polonia Varsovie.

## Biographie

### En club
Né à Brzeg Dolny en Pologne, Ernest Terpiłowski est formé par le Lechia Dzierżoniów, où il commence sa carrière en troisième division polonaise, à l'âge de 16 ans. 
En juillet 2019, il rejoint le Bruk-Bet Termalica. Il joue son premier match pour le club le 25 septembre 2019, lors d'une rencontre de coupe de Pologne face au GKS Jastrzębie. Il est titularisé et son équipe s'incline (1-0 score final).
Prêté au  Górnik Polkowice (en) pour la saison 2020-2021, Ernest Terpiłowski se révèle comme un atout majeur de son équipe. Il marque huit buts et délivre quatre passes décisive en 34 matchs. 
Terpiłowski fait ensuite son retour au Bruk-Bet Termalica. Il joue son premier match en première division polonaise le 23 juillet 2021, lors de la première journée de la saison 2021-2022, face au Stal Mielec. Titularisé, il ouvre le score, mais les deux équipes se neutralisent (1-1 score final),.
Le 25 février 2022, Ernest Terpiłowski s'engage en faveur du Widzew Łódź. Il signe un contrat de deux ans et demi, soit jusqu'en juin 2024.
Le 9 juillet 2024, Ernest Terpiłowski rejoint librement le Polonia Varsovie. Il signe un contrat de deux ans, soit jusqu'en juin 2026.

### En sélection
Ernest Terpiłowski représente l'équipe de Pologne des moins de 20 ans. Il joue un total de quatre matchs avec cette sélections, tous en 2021.